# Szentkereszty Stefánia
Báró zágoni Szentkereszty Stefánia Klára Mária (Kolozsvár, 1842. február 5. - Budapest, 1906. május 26.) festő, intézményalapító, alapítványi hölgy, a közjó érdekében kifejtett munkássága révén a székelyek nagyasszonya címet érdemelte ki.

## Élete
Édesapja báró zágoni Szentkereszty István (1816–1879), földbirtokos. és édesanyja vargyasi Daniel Anna (1814–1862), Az apai nagyszülei báró zágoni Szentkereszty István (1772–1823), földbirtokos és gróf hídvégi Nemes Druzsianna (1793–1837) voltak. Az anyai nagyszülei vargyasi Daniel Elek (1783–1848) királyi táblai ülnök, földbirtokos és sepsiszentiváni báró Henter Klára voltak. Az anyai nagybátyja báró vargyasi Daniel Gábor (1824–1915) magyar politikus, 1848-as kormánybiztos, Udvarhely vármegye főispánja.
Anyja gondos nevelésben részesítette, Budapesten nyelveket tanult és képzőművészeti tanulmányokat folytatott. Előbb édesanyját, majd édesapját vesztette el, így korán árvaságra jutott.
Fiatalon, 1871-ben megszervezte Zágonban a jótékony célú nőegyletet, korszerű óvodát hozott létre. 1872-től élete végéig Kézdivásárhelyhez kötődött. A város polgársága felkarolta az általa megálmodott Erzsébet árvaleánynevelő-intézet létesítését. Munkálkodása eredményeként a Háromszék Megyei Erzsébet Árvaleány Nevelő Intézet 1873. október 12-én nyílt meg. 1886-tól itt is él.
1874-ben menedékházat létesített a városban.
1876-ban a kézdivásárhelyi Oltáregyletet.
1877 ősszén megalakította Kézdivásárhely városi és vidéki Rudolf Kórházat, mely azonban kapuit csak 1884-ben tudta megnyitni.

## Munkássága
Oltárképeket, portrékat festett.
- Trefort Ágoston (1885)
- Szent Mihály-hegyi római katolikus templom főoltárának képe, amely védőszentjét, Szent Mihály arkangyalt ábrázolja (1899)
- A gelencei katolikus nagytemplom Szent Antal-oltár fülkéjében Szent Ilona 2x1,5 méter méretű képe

## Emlékezete
- Kívánsága szerint a nevelőintézet udvarára épült kápolnába temették. Ide helyezték el emléktábláját is.
- Az utódintézményben, a kézdivásárhelyi Közösségi Szolgáltatási Központban őrzik a nagyasszony portréját, a nevelőintézet épületében pedig az alapítók emléktábláit.
- Nevét viseli a Szentkereszty Stefánia Kórházalapítvány.
- A kórház udvarán elhelyezték portrédomborművét (Vetró András alkotása)
- Lemhényben Szentkereszty-emlékszobát avattak.
- Kosztándi Jenő a bárónőt ábrázoló olajfestményt adományozott a temetkezési kápolnát gondozó utódintézménynek.